# Oblężenie Cuzco (1781)
Oblężenie Cuzco – oblężenie, które miało miejsce w styczniu 1781 w trakcie powstania Tupaca Amaru II (1780–1783).

## Przed bitwą
Po zwycięstwie w bitwie pod Sangarará powstanie rozprzestrzeniło się na większość rejonów Dolnego Peru. Wiadomość o klęsce wojsk hiszpańskich wywołała panikę w Cuzco, gdzie lojaliści powołali Ochotnicze Kompanie Szlacheckie. W mieście utworzono też radę wojenną, na czele której stał podpułkownik dragonów Manuel de Villalta. Hiszpanie przygotowywali się do obrony, gromadząc żywność i broń.
Tupak Amaru tymczasem organizował na południu armię, nie ruszył jednak bezpośrednio na Cuzco, dając odpocząć swoim wojskom i umożliwiając tym samym Hiszpanom przygotowanie obrony. W międzyczasie powstańcy indiańscy opanowywali kolejne prowincje kraju. Pod koniec grudnia ponaglany (przez mającą znaczne wpływy na Inkę) żonę Micaelę – Tupac Amaru II wyruszył w końcu w kierunku Cuzco. Jego siły liczyły 40 tys. ludzi, posiadały jednak zaledwie 1 tys. karabinów i 20 dział.
W styczniu 1781 Tupac Amaru podzielił swoją armię na 3 części. Każda z grup miała za zadanie obejść miasto i zamknąć obrońcom możliwość ucieczki w góry. 2 stycznia 20 tys. ludzi pod wodzą Tupaca Amaru stanęło pod murami miasta. Hiszpanie wzmocnieni posiłkami z zewnątrz dysponowali kilkoma tysiącami dobrze uzbrojonych rojalistów, dysponujących wieloma działami. W mieście znajdowało się też wielu cywilów oraz siły indiańskich kacyków wrogich powstańcom. Na wzniesieniu przed miastem stał oddział Mulatów z Limy, ufortyfikowano też wzgórze Rejo, gdzie stacjonowało 40 fizylierów oraz siły indiańskie.

## Oblężenie i odwrót
Tupac Amaru przystąpił do oblężenia miasta. 3 stycznia Inka zażądał poddania miasta, grożąc wybiciem jego obrońców. Tego dnia doszło też do pierwszej potyczki, w wyniku której Hiszpanie zadali ciężkie straty powstańcom. Walki na przedpolach miasta trwały cały kolejny tydzień, przynosząc obu stronom straty. 8 stycznia doszło do decydującej bitwy o miasto. Indianie dokonali próby zdobycia silnie ufortyfikowanego wzgórza Rejo bronionego przez 300 ludzi pułkownika Laisequillę. W ciężkiej walce poległo kilkunastu Indian. Hiszpanie mieli 40 zabitych i 100 rannych, mimo to nie dali się zepchnąć. Wkrótce na pomoc przybyły z miasta kolejne oddziały, które natarły na powstańców. W krwawej walce, w wyniku której padło 17 Mulatów, Hiszpanie zepchnęli Indian ze wzgórza, zmuszając ich do ucieczki. Klęski Indian dopełnił atak kawalerii, który trwał do wieczora.
Bitwa o Cuzco nie przyniosła zdecydowanego zwycięstwa żadnej ze stron, jej wynik załamał jednak wyraźnie powstańców, obniżając ich morale. Po kilku mniejszych potyczkach w nocy 9 stycznia armia Tupaca Amaru odstąpiła spod miasta, powracając do swojej bazy w prowincji Canas.